# Tagbayanga
Tagbayanga (Tagbayanga Island,) es una isla situada en Filipinas, adyacente a la de Siargao. Corresponde al término municipal de Pilar perteneciente a  la provincia de Surigao del Norte situada en la Región Administrativa de Caraga, también denominada Región XIII.

## Geografía
Isla situada en el mar de Filipinas, que forma parte del Océano Pacífico, al este  de Siargao frente al barrio de Salvación del cual depende administrativamente.